# 河南巴迪瑞自行车队
巴迪瑞蓝图自行车队（UCI隊碼：BDR），是一支中国公路自行车队，成立于2022年，在国际自行车联盟级別中属亚洲洲际车队。

## 队员名单

### 2022年
|      | 車手   | 出生日期      |
| ---- | ------ | ------------- |
| 中国 | 伏政豪 | 2000年5月20日 |
| 中国 | 李博安 | 2000年9月3日  |
| 中国 | 刘宸睿 | 2001年2月15日 |
| 中国 | 刘明哲 | 2002年8月7日  |
| 中国 | 马鸿鹜 | 2002年2月28日 |
| 中国 | 牛高尚 | 2003年10月5日 |

|      | 車手   | 出生日期       |
| ---- | ------ | -------------- |
| 中国 | 乔玉磊 | 1998年3月7日   |
| 中国 | 王奎程 | 2000年7月22日  |
| 中国 | 王忠辉 | 1997年8月23日  |
| 中国 | 杨阳   | 2000年12月13日 |
| 中国 | 杨懿铭 | 1997年1月23日  |
| 中国 | 岳昊   | 1992年11月26日 |

- 岳昊于2022年7月1日起加入。
- 马鸿鹜于2022年8月18日起加入。

## 主要胜出赛事
2022年
环青海湖国际公路自行车赛
第6赛段（王奎程）
第8赛段（李博安）